# El Collado de los Gabrieles
El Collado de los Gabrieles es una pedanía del municipio de Abanilla (Región de Murcia), ubicada en el extremo norte de Abanilla, hace frontera con el municipio de Jumilla y es atravesada por la MU-10-A. Forma una gran depresión rodeada por la sierra de Quibas y de la Espada.
Tiene una población de 42 habitantes.

## El pueblo
El Collado de los Gabrieles se dispersa por la carretera RM-A28, que se dirige hacia Cañada del Trigo, perteneciente a Jumilla. Está salpicada de antiguas casonas completamente históricas que han sido remodeladas para la vida en el campo y el cultivo de la vid. Algunas de estas casonas se han convertido en establos debido al auge ganadero y agrícola de la zona.
Dentro de la pedanía, se encuentra la Casa de los Frailes, un caserío ubicado en el centro de la depresión de Maciscava. Su nombre alude a que fue una hacienda privada que perteneció a unos monjes de la orden dominica de Murcia. El caserío presenta un grupo de casas y edificios adosados entre sí en la carretera MU-10-A.

## Entorno natural
De esta pedanía sale la pista que sube a la sierra de Quibas desde el caserío de la Casa de los Frailes.

## Servicios
Su economía se basa en el cultivo de la vid, y ocasionalmente, en el turismo. 
En el paraje del Realenco, en la carretera RM-A10 que sube a la pedanía de la Zarza, hay una pequeña central térmica solar.